# Павлово (Венґожевський повіт)
Павлово (пол. Pawłowo, нім. Paulswalde) — село в Польщі, у гміні Будри Венґожевського повіту Вармінсько-Мазурського воєводства.
Населення — 154 особи (2011).
У 1975-1998 роках село належало до Сувальського воєводства.

## Демографія
Демографічна структура станом на 31 березня 2011 року:
|          | Загалом | Допрацездатний вік | Працездатний вік | Постпрацездатний вік |
| -------- | ------- | ------------------ | ---------------- | -------------------- |
| Чоловіки | 84      | 16                 | 57               | 11                   |
| Жінки    | 70      | 12                 | 36               | 22                   |
| Разом    | 154     | 28                 | 93               | 33                   |